# Чемпионат Европы по спортивной акробатике 1989
10-й чемпионат Европы по спортивной акробатике проводился в городе Рига, СССР, с 26 по 29 октября 1989 года. Для определения результатов соревнования использовались результаты выступлений спортсменов из европейских стран Кубка мира 1989 года.

## Результаты

### Мужские акробатические прыжки

#### Многоборье
| Ранг | Команда              | Страна | Очки  |
| ---- | -------------------- | ------ | ----- |
| 1    | Алексей Крыжановский | СССР   | 29,09 |
| 2    | Кшиштоф Вилуш        | Польша | 29,03 |
| 3    | Евгений Иванов       | СССР   | 28,92 |

#### Первое упражнение
| Ранг | Команда              | Страна  | Очки  |
| ---- | -------------------- | ------- | ----- |
| 1    | Алексей Крыжановский | СССР    | 19,12 |
| 2    | Ламберт Кристоф      | Франция | 19,09 |
| 3    | Кен Ван Меле         | Бельгия | 19.03 |

#### Второе упражнение
| Ранг | Команда           | Страна   | Очки  |
| ---- | ----------------- | -------- | ----- |
| 1    | Эужан Паскаль     | Франция  | 19,70 |
| 2    | Евгений Иванов    | СССР     | 19,62 |
| 3    | Йордан Цинцарский | Болгария | 19,39 |

### Мужские пары

#### Многоборье
| Ранг | Команда                             | Страна   | Очки  |
| ---- | ----------------------------------- | -------- | ----- |
| 1    | Геннадий Церищенко, Юрий Степчанков | СССР     | 29,63 |
| 2    | Цветан Динов, Ивайло Кацов          | Болгария | 29,36 |
| 3    | Анджей Пьехота, Томаш Гала          | Польша   | 28,96 |

#### Баланс
| Ранг | Команда                             | Страна   | Очки  |
| ---- | ----------------------------------- | -------- | ----- |
| 1    | Геннадий Церищенко, Юрий Степчанков | СССР     | 19,80 |
| 2    | Цветан Динов, Ивайло Кацов          | Болгария | 19,60 |
| 3    | Анджей Пьехота, Томаш Гала          | Польша   | 19,40 |

#### Темп
| Ранг | Команда                             | Страна  | Очки  |
| ---- | ----------------------------------- | ------- | ----- |
| 1    | Геннадий Церищенко, Юрий Степчанков | СССР    | 19,76 |
| 2    | Анджей Пьехота, Томаш Гала          | Польша  | 19,29 |
| 3    | Яник Ле Лонге, Гилье Биллар         | Франция | 19,03 |

### Мужские группы

#### Многоборье
| Ранг | Команда                                                               | Страна   | Очки  |
| ---- | --------------------------------------------------------------------- | -------- | ----- |
| 1    | Стефан Николов, Лефтер Иванов, Павлин Николов, Борислав Бецов         | Болгария | 29,49 |
| 2    | Вадим Бочаров, Игорь Сарачинский, Андрей Винтилов, Владимир Мельников | СССР     | 29,49 |
| 3    | Ференц Тот, Бэла Цигони, Жолт Стадлер, Томаш Киш                      | Венгрия  | 28,49 |

#### Баланс
| Ранг | Команда                                                               | Страна   | Очки  |
| ---- | --------------------------------------------------------------------- | -------- | ----- |
| 1    | Стефан Николов, Лефтер Иванов, Павлин Николов, Борислав Бецов         | Болгария | 19,60 |
| 2    | Вадим Бочаров, Игорь Сарачинский, Андрей Винтилов, Владимир Мельников | СССР     | 19,59 |
| 3    | Ференц Тот, Бэла Цигони, Жолт Стадлер, Томаш Киш                      | Венгрия  | 19,06 |

#### Темп
| Ранг | Команда                                                               | Страна   | Очки  |
| ---- | --------------------------------------------------------------------- | -------- | ----- |
| 1    | Вадим Бочаров, Игорь Сарачинский, Андрей Винтилов, Владимир Мельников | СССР     | 19,76 |
| 2    | Ференц Тот, Бэла Цигони, Жолт Стадлер, Томаш Киш                      | Венгрия  | 19,0  |
| 3    | Стефан Николов, Лефтер Иванов, Павлин Николов, Борислав Бецов         | Болгария | 18,73 |

### Женские акробатические прыжки

#### Многоборье
| Ранг | Гимнаст           | Страна         | Очки  |
| ---- | ----------------- | -------------- | ----- |
| 1    | Людмила Громова   | СССР           | 29,56 |
| 2    | Филиппа Мьюзикент | Великобритания | 28,76 |
| 3    | Корин Роберт      | Франция        | 27,85 |

#### Первое упражнение
| Ранг | Гимнаст           | Страна         | Очки  |
| ---- | ----------------- | -------------- | ----- |
| 1    | Людмила Громова   | СССР           | 19,66 |
| 2    | Мариела Манолова  | Болгария       | 19,33 |
| 3    | Филиппа Мьюзикент | Великобритания | 19,23 |
| 3    | Илдико Драгонер   | Венгрия        | 19,23 |

#### Второе упражнение
| Ранг | Гимнаст           | Страна         | Очки  |
| ---- | ----------------- | -------------- | ----- |
| 1    | Людмила Громова   | СССР           | 19,53 |
| 2    | Илдико Драгонер   | Венгрия        | 19,26 |
| 2    | Филиппа Мьюзикент | Великобритания | 19,26 |

### Женские пары

#### Многоборье
| Ранг | Команда                            | Страна   | Очки  |
| ---- | ---------------------------------- | -------- | ----- |
| 1    | Йорданка Йорданова, Анна Кирковска | Болгария | 29,62 |
| 2    | Елена Дрожжина, Зульфия Алимова    | СССР     | 28,69 |
| 3    | Моника Еднейчук, Дорота Пронобис   | Польша   | 28,35 |
| 3    | Петра Вортман, Марион Линкевиц     | ФРГ      | 28,35 |

#### Первое упражнение
| Ранг | Команда                            | Страна   | Очки  |
| ---- | ---------------------------------- | -------- | ----- |
| 1    | Йорданка Йорданова, Анна Кирковска | Болгария | 19,80 |
| 2    | Елена Дрожжина, Зульфия Алимова    | СССР     | 19,69 |
| 3    | Петра Вортман, Марион Линкевиц     | ФРГ      | 18,89 |

#### Второе упражнение
| Ранг | Команда                            | Страна   | Очки  |
| ---- | ---------------------------------- | -------- | ----- |
| 1    | Йорданка Йорданова, Анна Кирковска | Болгария | 19,76 |
| 2    | Моника Еднейчук, Дорота Пронобис   | Польша   | 19,06 |
| 3    | Петра Вортман, Марион Линкевиц     | ФРГ      | 18,89 |

### Женские группы

#### Многоборье
| Ранг | Команда                                             | Страна   | Очки  |
| ---- | --------------------------------------------------- | -------- | ----- |
| 1    | Боянка Ангелова, Любовь Чолакова, Василена Панова   | Болгария | 29,66 |
| 2    | Людмила Каховская, Наталья Швец, Татьяна Петрук     | СССР     | 29,46 |
| 3    | Дорота Клепанка, Дорота Ласковска, Камила Запитовка | Польша   | 28,93 |

#### Баланс
| Ранг | Команда                                             | Страна   | Очки  |
| ---- | --------------------------------------------------- | -------- | ----- |
| 1    | Боянка Ангелова, Любовь Чолакова, Василена Панова   | Болгария | 19,90 |
| 2    | Людмила Каховская, Наталья Швец, Татьяна Петрук     | СССР     | 19,70 |
| 3    | Дорота Клепанка, Дорота Ласковска, Камила Запитовка | Польша   | 19,10 |

#### Темп
| Ранг | Команда                                             | Страна   | Очки  |
| ---- | --------------------------------------------------- | -------- | ----- |
| 1    | Боянка Ангелова, Любовь Чолакова, Василена Панова   | Болгария | 19,76 |
| 2    | Людмила Каховская, Наталья Швец, Татьяна Петрук     | СССР     | 19,63 |
| 3    | Дорота Клепанка, Дорота Ласковска, Камила Запитовка | Польша   | 19,33 |

### Смешанные пары

#### Многоборье
| Ранг | Команда                            | Страна   | Очки  |
| ---- | ---------------------------------- | -------- | ----- |
| 1    | Наталья Редькова, Евгений Марченко | СССР     | 29,60 |
| 1    | Роза Пенчева, Емил Крастев         | Болгария | 29,60 |
| 3    | Магдалена Сиран, Томаш Смиета      | Польша   | 29,36 |

#### Первое упражнение
| Ранг | Команда                            | Страна   | Очки  |
| ---- | ---------------------------------- | -------- | ----- |
| 1    | Наталья Редькова, Евгений Марченко | СССР     | 19,80 |
| 1    | Роза Пенчева, Емил Крастев         | Болгария | 19,80 |
| 3    | Магдалена Сиран, Томаш Смиета      | Польша   | 19,63 |

#### Второе упражнение
| Ранг | Команда                            | Страна   | Очки  |
| ---- | ---------------------------------- | -------- | ----- |
| 1    | Наталья Редькова, Евгений Марченко | СССР     | 19,73 |
| 2    | Роза Пенчева, Емил Крастев         | Болгария | 19,70 |
| 3    | Магдалена Сиран, Томаш Смиета      | Польша   | 19,56 |